# 石動站
石動站（日语：／ Isurugi eki */?）是隸屬於愛之風富山鐵道的鐵路車站，車站編號為01，座落於富山縣小矢部市。它是現時愛之風富山鐵道管轄下最西邊的車站，也是現時小矢部市內唯一經營中的鐵路車站，向金澤方向的列車當駛離本站，穿過隧道後便會離開富山縣而進入石川縣。另一方面，由本站至福岡站之間的區間為全線中最長，相距7.3公里。為直營站，由正職員工駐守，並停靠快速及普通列車。
過往加越能鐵道的加越線亦有提供服務，以本站為起點，但早於1972年時已被廢線。

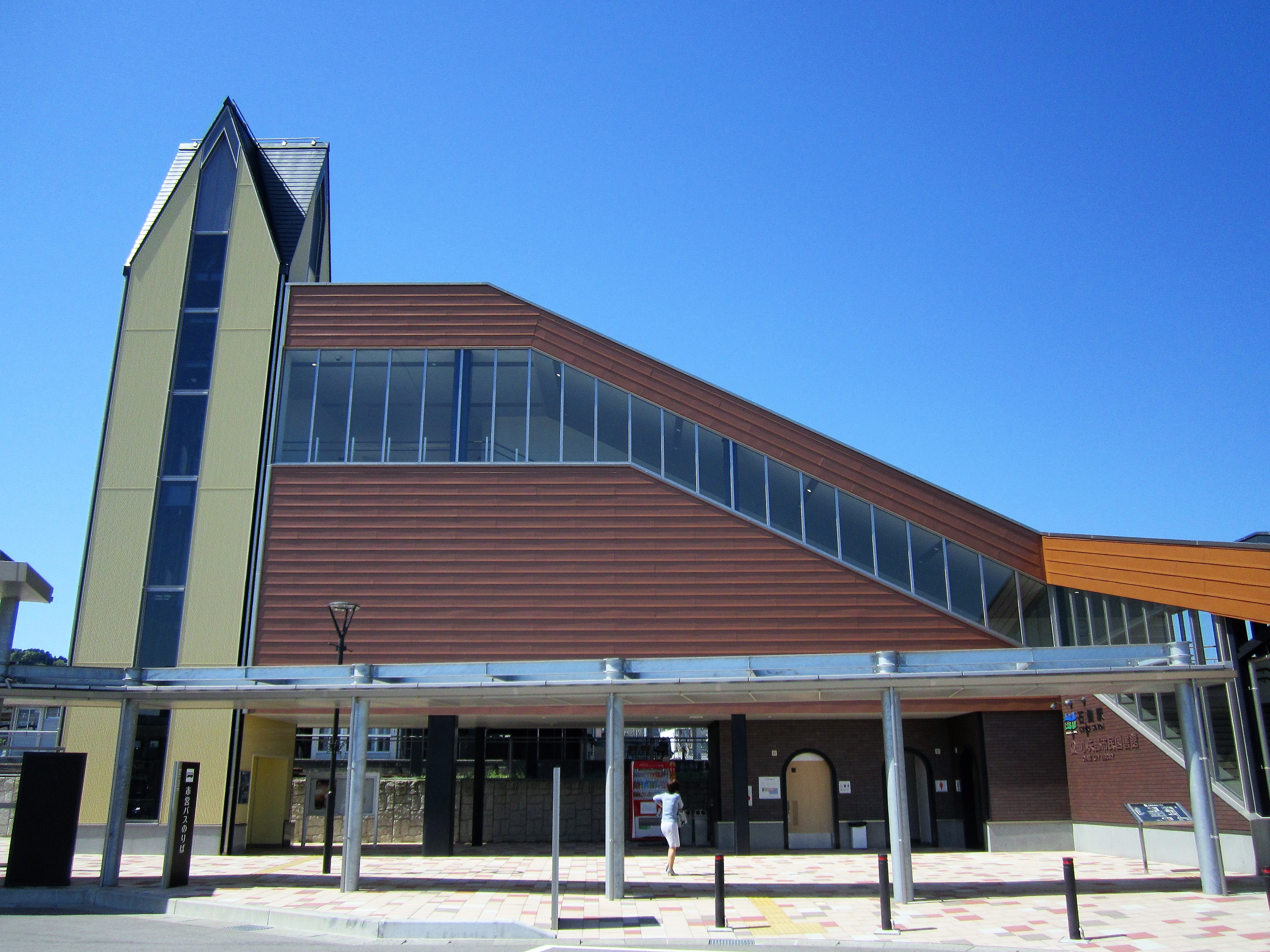
南口（2019年5月）

## 車站結構

### 站房

候車室内（2018年12月）

現有的車站是2018年11月27日啟用的第三代站房，為兩層鋼架建成的跨站式站房，共分成兩個階段完成。第一階段是在舊站房左側的位置上，興建新的車站入口（北口），並在南端、原島式月台旁邊增設南口，原來的站務設施則移至北口站房的二樓，而南、北兩口則會由新的跨線自由連絡通路所接駁，並加設升降機。
新北口站房第一期工程除了站務設施外，亦把原來的小矢部旅遊諮詢中心重新設置於地下，裏側樓梯下為男、女獨立洗手間，右側則預留為日後第二期工程完成時作為小矢部市民圖書館的入口。至於二樓，除了設有站務室的車站閘口及兩部動自動售票機外，售票機旁亦開闢了一個多用途空間，除了可用作候車室用途外，亦可以成為一個公共交流空間，並附設有充電插座，而盡頭也開始了一間由社企所運營的咖啡室「Le Lien」。而多用途空間入口旁亦預留了空間，作為圖書館的另一個入口。
當愛之風富山鐵道接辦時，本站曾經是直營站，後來改為委託JR西日本MAINTEC管理，而JR的綠色窗口則一直保持營運，可讓乘客可以在此購買JR的全國車票。進站後，則連接新建通往月台的樓梯及另外新建的升降機。
至於南口站房，其升降機槽被設計成尖塔風格，與小矢部市當地眾多仿歐式風格的童話式建築（メルヘン建築）相互輝映。南口站房規模雖然較小，但仍設有相當寬闊的樓梯、地下亦設有男、女獨立洗手間，至於站外廣場，則新建成一座可容納約120輛汽車的停車場。
當第一期工程完成並投入使用後，餘下的舊站房及其他相連部份也被拆卸，並隨即開展第二期的市立圖書館興建工程，最初預計可以在2019年內落成啟用，但最終卻延至2020年3月26日才正式使用。

#### 第二代站房

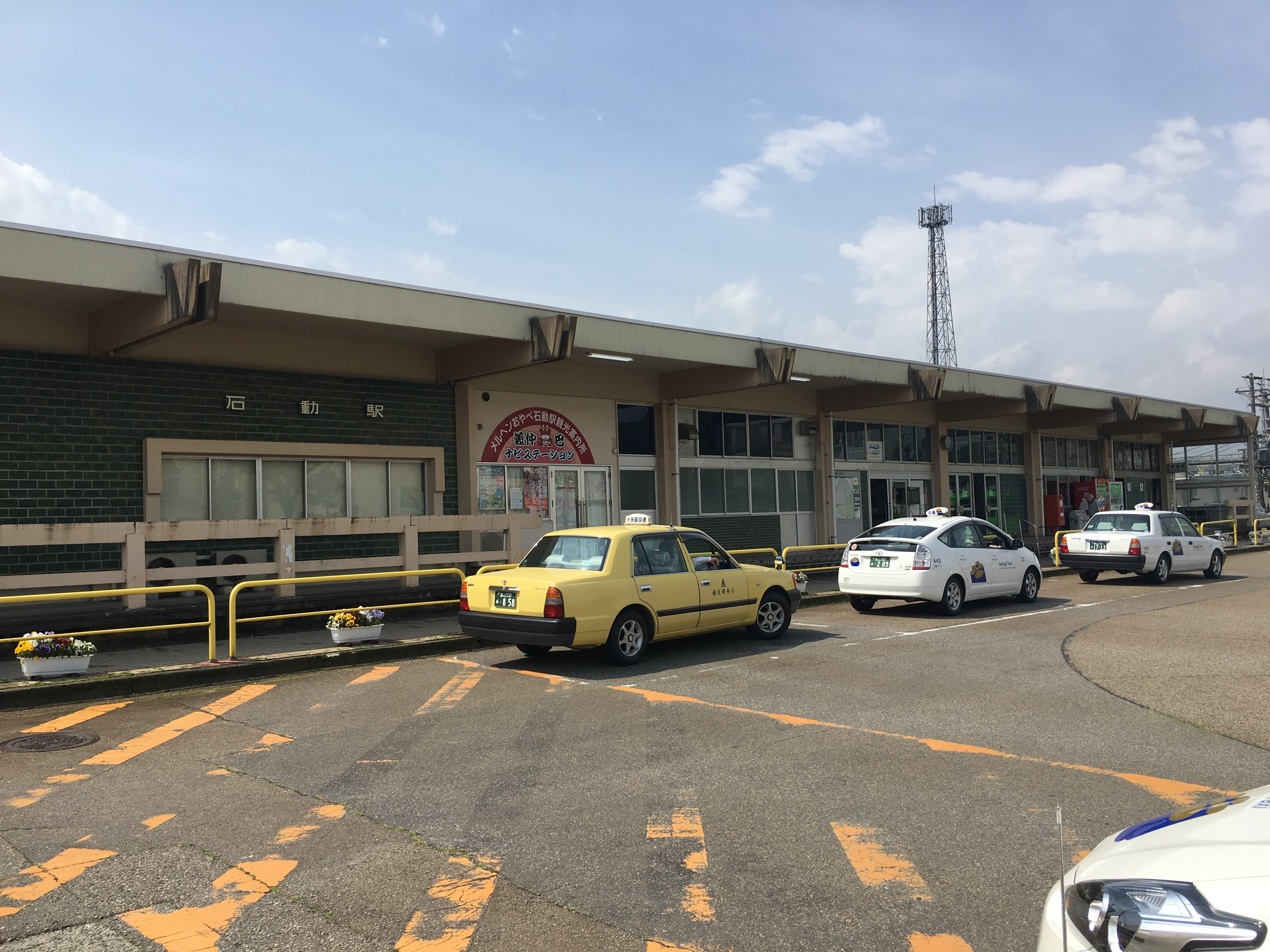
己拆卸的第二代站房（2017年5月）。

建於1968年，與同縣內的泊站、魚津站的設計相約，是單層式水泥建站房，車站入口位於中央、進站後，左側為站務室，並設有自動售票機，右側為候車大堂，內設有電視、自動販售機、多張長櫈及酒吧式高枱及櫈，亦設有小型的展示櫃。站房左側為小矢部市旅客中心；站房右側則為男、女獨立式洗手間，以及位於車站範圍內的儲物室。
因應新站房的興建，左側的旅遊中心部份首先封閉拆卸，而候車室內側（即放置酒吧式高枱及櫈）的部份則臨時改為站務室。當新站房首階段落成啟用後，餘下的舊站房、原來的跨線行人天橋以及位於月台範圍內的食店於2019年4月起也被圍封及拆去後，再進行第二期的站房興建工程，這部份會成為小矢部市民圖書館。

### 月台配置
設有側式月台及島式月台各1個，共提供2面3線的配置。擁有非常長的月台，有效長度達11輛。與鄰近的數個同樣擁有2面3線配置的車站一樣，不過，當其他車站往往將位於中央的2號月台作為待避月台時，本站的2號月台卻是主要月台，這是因應為位於1號月台及2號月台中間有一條側線，可供有需要使用，不過過往在JR年代，特急列車仍多以1、2號月台路軌為主。3號月台只限特別避車情況下才使用，在愛之風富山鐵道接手後，每日只有1班列車才會使用。以往因與加越能鐵道共用，使站舍面積比鄰近車站都為大。
石動站其中一個較出名的景點，是位於舊站舍右側的1座獨立組合屋店舖，經營烏冬及蕎麥麵的食店「麺類食堂」，其正門設於車站外、但大部份面積及其儲物室均位處月台內，從車站外可進入店舖內作堂食，而月台上則另開設一個窗口，供乘客以「立食」的方式享用，這種使用車站月台範圍、但又以服務車站外顧客為主的店舖，近年在日本鐵路車站中已經越來越少，北陸地區更只剩下本站仍有保留，因此也令本店薄有名氣。但隨著第三代站房落成，「麺類食堂」亦於2018年12月7日移至車站北口前營業，而不再於月台上設有窗口服務候車乘客。
| 月台 | 路線              | 方向 | 目的地                                          |
| ---- | ----------------- | ---- | ----------------------------------------------- |
| 1    | ■愛之風富山鐵道線 | 下行 | 富山、黑部、泊方向，經■日本海翡翠線往糸魚川方向 |
| 2、3 | ■愛之風富山鐵道線 | 上行 | 金澤方向                                        |

## 人員交接
石動站現時設定為愛之風富山鐵道與IR石川鐵道兩公司職員交接的車站。經營上，本線的終點站應該是設於石川縣的俱利伽羅站，但由於該站為無人站，設施亦較為簡陋，為方便兩間公司的駕駛員及乘務員的交接安排，逐決定以本站為職員交接站，由高岡方向駛來的列車或由金澤駛入的普通列車，當到達本站後，原先的駕駛員及乘務員必須下車，並由另一間公司的駕駛員及乘務員交接及繼續駕駛，至於快速列車「愛之風liner」，因須徵收快速列車附加費，而且除金澤站外，其他石川縣內車站一律不停靠，因此以特例形式，容許愛之風富山鐵道的職員可以隨列車一同直通運轉。另外，愛之風富山鐵道於部份日間時段採取一人駕駛模式，但IR石川鐵道卻是實行全日駕駛員及車掌雙人駐守列車的運作模式，結果形成了在同一列列車上，出現了兩種的營運方式。

## 歷史
- 1898年11月1日：鐵道省北陸線金澤站～高岡站間延伸，官設鐵道「石動站」開業，為中途站。
- 1922年7月22日：加越鐵道由福野站伸延至此。
- 1943年1月1日：加越鐵道與富山地方鐵道合併，路線改稱為「富山地方鐵道加越線」。
- 1950年10月23日：富山地方鐵道將加越線經營權轉售予加越能鐵道。
- 1968年1月：第2代站舍建成。
- 1972年9月16日：加越線廢線。
- 1984年2月1日：停止貨物托取服務。
- 1985年3月14日：停止手提行李托取服務。
- 1987年4月1日：日本國鐵分割民營化，車站的營運由JR西日本及JR貨物繼承。
- 1992年11月：增設綠窗口。
- 2015年：

- 3月14日：北陸新幹線開業，車站的營運由愛之風富山鐵道繼承，綠窗口停用。
- 3月26日：導入ICOCA感應器，適用於富山縣內所有愛之風富山鐵道線車站。

- 2018年11月27日：第三代站房第一期啟用[10]。
- 2020年3月26：第三代站房第二期啟用。

## 利用人數
| 乘車人員推算 | 乘車人員推算                        | 乘車人員推算 |
| 年度         | 1日平均人數                         |              |
| ------------ | ----------------------------------- | ------------ |
| 2004年       | 1,830                               |              |
| 2005年       | 1,810                               |              |
| 2006年       | 1,752                               |              |
| 2007年       | 1,742                               |              |
| 2008年       | 1,734                               |              |
| 2009年       | 1,613                               |              |
| 2010年       | 1,577                               |              |
| 2011年       | 1,603                               |              |
| 2012年       | 1,590                               |              |
| 2013年       | 1,569                               |              |
| 2014年       | 1,391（JR） 1,333（愛之風富山鐵道） |              |
| 2015年       | 1,652                               |              |
| 2016年       | 1,682                               |              |
| 2017年       | 1,526                               |              |
| 2018年       | 1,557                               |              |
| 2019年       | 1,572                               |              |
| 2020年       | 1,222                               |              |

## 軼事
加越能鐵道加越線廢線後，原來路軌用地被富山縣政府全數收購後，再修築成為富山縣道370號、亦稱為「富山庄川小矢部單車徑」（富山庄川小矢部自転車道）。是國內極少數在原有鐵道廢線後被重新活用。

## 相鄰車站
愛之風富山鐵道
■愛之風富山鐵道線
快速「愛之風Liner」
金澤 － 石動 (01) － 高岡 (05)
普通
俱利伽羅 － 石動 (01) － 福岡 (02)

## 外部連結
- 愛之風富山鐵道石動站公式網頁 （页面存档备份，存于）（日語）
- 愛之風富山鐵道石動站旅遊指南 （页面存档备份，存于）（日語）